# 鑽石與花大摩天輪

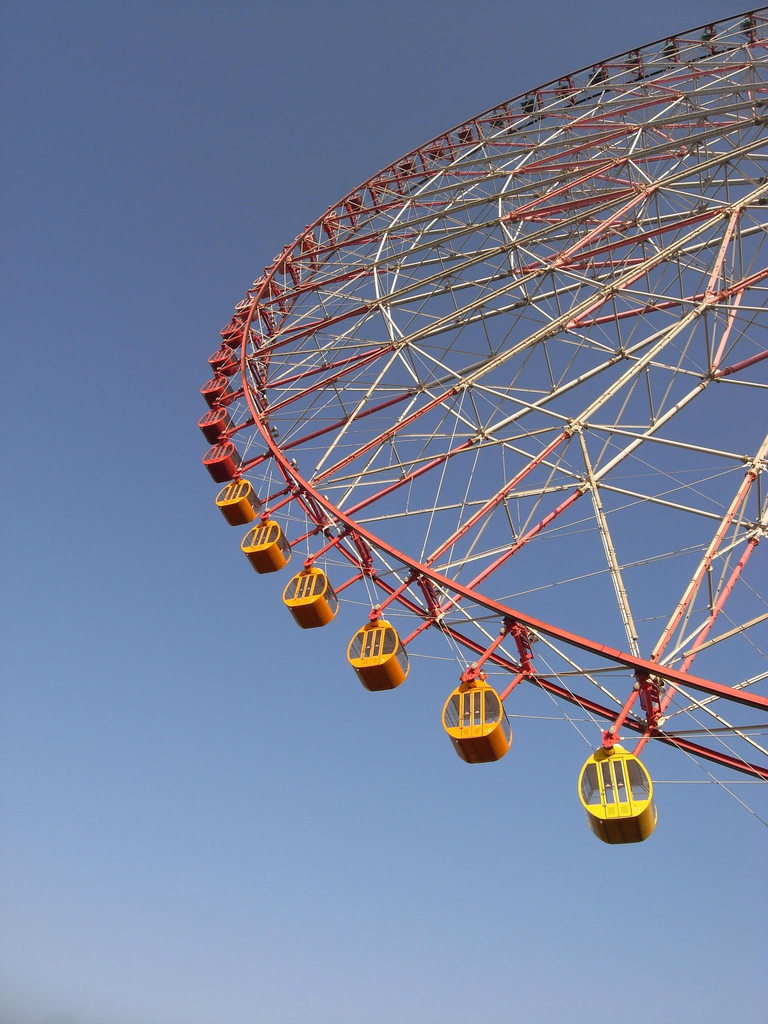
鑽石與花大摩天輪

鑽石與花大摩天輪（ダイヤと花の大観覧車），或稱鑽石鮮花大摩天輪，是位于日本東京江戶川區葛西臨海公園的一個摩天輪，高達117（384英尺），夜晚上燈時看似鑽石與花。它于2001年3月17日運營，曾是世界第二高的摩天輪、日本最高摩天輪，後來被天空之夢福岡超越。在2009年9月天空之夢福岡關閉後又成爲日本運營中的最高摩天輪，后被大阪的大阪之輪（REDHORSE Osaka Wheel）超越。
其直徑達111（364英尺），有68個車廂，每個可坐6個人，每圈時長17分鐘。

## 外部連接
- ダイヤと花の大観覧車 （页面存档备份，存于） （日語）
- 葛西臨海公園 鑽石鮮花大摩天輪 （页面存档备份，存于），GO TOKYO （中文）

35°38′38″N 139°51′26″E / 35.6439052°N 139.8572257°E